# 金义泰
金义泰（1941年6月2日—）是一名韩国男子柔道运动员。他在1964年东京夏季奥林匹克运动会中，参加了男子柔道比赛并获得80公斤级铜牌。他也参加了1972年慕尼黑夏季奥林匹克运动会，但并未获得奖牌。